# 우선협상대상자
우선협상대상자(優先協商對象者)는 공모사업으로 진행하는 경쟁 입찰에 있어 발주기관으로부터 우선적이며 배타적인 협상을 할 수 있는 지위를 부여받은 업체를 말한다. 줄여서 우협(優協)이라 부르기도 한다.
발주기관은 RFP(공모지침)에 따른 평가배점기준에 따라 가장 높은평가점수를 획득한 사업제안서(사업계획서)를 제출한 업체를 우선협상대상자로 선정한다.
우선협상대상자는 다른 공모참가자보다 최우선순위로 계약에 대한 협상을 할 수 있는 기회를 부여받는 것 이므로 해당계약을 체결할 수 있는 법적지위를 확정적으로 취하는 낙찰자의 지위와는 다르다 할 것이나, 입찰보증금(공모참가보증금)을 납부하고 공모에 참여한 경우는 낙찰자에 준하는 의무부담(계약체결을 하지 못하였을 경우 보증금을 몰취)을 하게 된다는 점에서 신뢰보호 및 형평성 원칙에 따라 우선협상대상자의 지위가 낙찰자에 준하여 보호받아야 한다.(낙찰자의 지위에 이르지 못하여 계약을 체결할 의무가 없는 우선협상대상자에게 낙찰자가 부담하여야 할 의무를 부과하는 것을 타당하지 않음)
다만 그렇다고 하더라도 발주 기관이 우선협상대상자가 제출한 사업제안서(사업계획서)에 기속되어 사업협약을 체결해야 한다는 의미는 아니며, 사업제안의 핵심적인부분(토지매매대금, 임대료, 협약이행보증금 납부의무 등)이 변경되지 않아야 한다고 해석하면 족하다.
또한 공모참가보증금을 납부한 사업이 아니라 할 지라도 발주기관이 (지분을 참여하는 방식의 민관합동 공모형PF 사업이 아니라) 단순하게 사업대상토지를 매각하는 방식으로, 공공편익시설 제공 및 지역경제를 활성화하는 공익적 측면을 보완하기 위해 추진하는 공모사업의 경우에는 발주기관이 민간부분의 손해가 날 것임이 명백한 조건으로 일방적으로 계약체결을 강요할 수 없다고 봄이 바람직하다.
아울러 이러한 우선협상대상자를 지정하는 행위는 개발사업시행자라는 공법적 지위를 부여받기 위해 선행되는 절차이기 때문에 사업제안서를 제출한 사업자의 실제척 권리관계에 밀접하게 관련되어 있어 항고소송의 대상이 되는 행정처분에 해당된다.

## 같이 보기
- 협상에 의한 계약

- 입찰